# Felix Gottwald
Felix Gottwald, född 13 januari 1976, är en österrikisk utövare av nordisk kombination.

## Meriter

### Världscupen
- Seger i såväl totala världscupen som sprintvärldscupen säsongen 2000/2001.

### Världsmästerskap
- VM-brons i sprint 2003.
- VM-brons i klassisk distans 2005.
- VM-brons på normalbacken + 10 km, 2011.

### Olympiska spel
- OS-brons i sprint 2002.
- OS-brons i klassisk distans 2002.
- OS-guld i sprint 2006.
- Ingick i det österrikiska lag som tog OS-guld i lagtävlingen 2006.